# Hugh Walpole
Hugh Seymour Walpole (Auckland, 13 marzo 1884 – Brackenburn, 1º luglio 1941) è stato uno scrittore britannico tra i più prolifici della Letteratura britannica nel XX secolo. A riconoscere la valenza della sua opera, nel 1919 gli fu conferito il James Tait Black Memorial Prize, assegnato quell'anno per la prima volta. Nel 1952 il biografo Rupert Hart-Davis ha scritto la sua prima biografia.

## Biografia
Nacque ad Auckland, nel Nord della Nuova Zelanda, il 13 marzo 1884, dal reverendo George Henry Somerset Walpole (1854-1929), di religione anglicana, e da Mildred Helen Barham (1854-1925). Tuttavia fu educato nel Regno Unito: per due anni in Cornovaglia, presso la Truro School, poi nel Kent, presso la King's School di Canterbury, poi ancora a Durham, dove il padre era divenuto uno dei dirigenti del Bede College. A questi luoghi il futuro scrittore si rifece per gli sfondi dei suoi romanzi, spesso mutandone la topografia, come in The Inquisitor (1935). Poi frequentò l'Emmanuel College di Cambridge. Il padre voleva che il giovane Hugh seguisse le sue orme prendendo i voti, per poi diventare anche un professore, qualora avesse voluto. George Walpole nel 1910 divenne vescovo di Edimburgo, incarico che mantenne sino al 1929, anno della sua morte.
Nel 1909 scrisse il suo primo romanzo, The Wooden Horse, per il quale ricevette un discreto successo. Con Mr. Perrin and Mr. Traill, romanzo pubblicato nel 1911, raggiunse presto una tale fama da interessare Benson, Henry James, Arnold Bennett e Joseph Conrad, i quali sostennero la sua opera favorendone la diffusione in tutto l'Impero.
A causa della vista difettosa (portava infatti gli occhiali) poté astenersi dal servire l'esercito durante la prima guerra mondiale, pur decidendo di partire per la Russia assieme alla Croce Rossa. Ricevette la Georgian Medal per aver salvato un soldato ferito durante i bombardamenti. Rimasto nel Paese, che nel frattempo si stava preparando per un cambiamento radicale, sostenne la Rivoluzione di Ottobre nel 1917. Raccontò la sua esperienza russa nei romanzi The Dark Forest (1916) e The Secret City (1919) - quest'ultimo ottenne un successo maggiore in quanto trattava la Rivoluzione, che interessava particolarmente in Gran Bretagna. Per quest'ultimo gli fu conferito il James Tait Black Memorial Prize, assegnato per la prima volta nella sua storia; tra gli autori più importanti che hanno ricevuto questo premio si ricordano Lawrence (1920), de la Mare (1921), Garnett (1922), Forster (1924), Priestley (1929), Huxley (1939), Joyce Cary (1941), Greene (1948), Evelyn Waugh (1952), Lawrence Durrell (1974), John le Carré (1977), Coetzee (1980), Salman Rushdie (1981), William Boyd (1990), Andrew Miller (1997) e Ian McEwan (2005).
Di ritorno dalla Russia, scrisse The Cathedral (1922), di sfondo e argomentazione religioso, e Wintersmoon (1928), nel quale trattava la rottura inevitabile tra tradizionalismo e modernismo. Nel 1930 raggiunse l'apice della popolarità tra i lettori per il romanzo storico Rogue Herries, ambientato nella contea di Cumberland nel XVIII secolo, che apre la saga di Cumberland. A questo seguirono Judith Paris (1931), The Fortress (1932) e Vanessa (1933), che la chiude. Teneva nel frattempo conferenze nelle più prestigiose università britanniche e statunitensi.
Trasferitosi, una volta raggiunta la fama, a Piccadilly, una delle strade più famose di Londra, con i soldi ricavati dalle vendite dei suoi romanzi comprò una casa nella cittadina di Brackenburn nella zona del Lake District. Secondo alcune indiscrezioni, che sosterrebbero l'omosessualità dell'autore, lì avrebbe cercato un compagno ideale, trovandolo nel poliziotto sposato Harold Cheevers; avrebbero fatto parte della sua vita amorosa anche il pittore Percy Anderson e il cantante d'opera danese Lauritz Melchior, più volte suoi ospiti. Suo passatempo preferito era collezionare opere d'Arte: Walter Sickert, Édouard Manet, Augustus John, Jean Renoir, Jacob Epstein, Picasso, Gauguin, Cézanne e Maurice Utrillo; tutti pittori, bene o male, all'epoca già affermati. E lì si spense il 1º luglio 1941.